# جامعة ويليام بن
للمؤسسات التعليمية الأخرى ذات الأسماء المشابهة يرجى الاطلاع على مدرسة وليام بن 
جامعة وليام بن [[إنج|William Penn University]] هي جامعة فنون ليبرالية خاصة في أوكالوسا، أيوا، الولايات المتحدة. تأسست من قبل أعضاء جمعية الأصدقاء الدينية (الكويكرز)، وذلك في عام 1873م باسم كلية بن في عام 1933م تغير الاسم إلى كلية وليام بن، وأخيرا إلى جامعة وليام بن وذلك في عام 2000م.
في عام 2007م تبرعت موسكو لايتينق، أيضًا في أوسكالوسا، بمبلغ 12 مليون دولار للمدرسة لمشاريع مختلفة وهي أكبر هدية فردية في تاريخ المدرسة. كان من المقرر استخدام هذه الأموال في 200,000 قدم مربع (19,000 م2) بما في ذلك الاستجمام الطلابي، والفصول الدراسية، والمختبرات، ومبنى مركز التكنولوجيا الصناعية المستقل المسمى مركز موسكو للتكنولوجيا، وهو موطن لبرنامج الاتصالات الرقمية المتوسع.
تتنافس الفرق الرياضية بالجامعة في الرابطة الوطنية لألعاب القوى بين الكليات. الجامعة عضو في مؤتمر قلب أمريكا الرياضي. قبل عام 2000م كانت المدرسة جزءًا من الرابطة للجامعات الرياضية القسم الثالث..

## الحياة الطلابية

### الحرم الجامعي
حسب موقع المدرسة: «في جامعة وليام بن، يشجع الطلاب، ولكن ليس المطلوب منهم المشاركة في برامج الحياة الدينية. البرمجة التي ترعاها الجامعة هي مسيحية في التوجه والطبيعة. وهي تساعد الطلاب على استكشاف أسئلة الإيمان في بيئة مواتية واكتشاف الموارد الروحية لمواجهة تحديات الحياة.» 

### الطلاب الدوليون
تقدم جامعة وليام بن للطلاب الدوليين تجربة الانغماس التام في الحياة الأكاديمية والثقافية الأمريكية. تشمل البلدان الممثلة حاليًا في عدد الطلاب كولومبيا ورواندا والبرازيل وجنوب إفريقيا والفلبين وأستراليا وجزر البهاما وبورما (ميانمار) وكندا وفرنسا والصين وأيرلندا وكوريا الجنوبية والدنمارك وألمانيا والمملكة المتحدة.

## الألعاب الرياضية
تتنافس فرق وليام بن - الملقبة بالرجال - على المستوى الأول للرابطة الوطنية لألعاب القوى بين الكليات في مؤتمر هارت أوف أمريكا الرياضي؛ تنافس رجال الدولة سابقًا في مؤتمر أيوا الرياضي للكليات التابع للرابطة الوطنية الثالثة لألعاب القوى حتى المستوى 2000. تشمل الرياضات الرجالية البيسبول، كرة السلة، البولينج، كرة المضرب، كرة القدم، الجولف، كرة القدم، المضمار والميدان والمصارعة. تشمل الرياضات النسائية كرة السلة والبولينج والتشجيع والعابر والرقص والجولف وكرة القدم والكرة اللينة والمسار والميدان والكرة الطائرة. في عام 2018 أضافت جامعة وليام بن لاكروس للرجال والسيدات بالإضافة إلى كرة الطائرة للرجال.
حققت فرق كرة السلة للرجال نجاحًا كبيرًا حيث حصلت على المركز الثاني في بطولة كرة السلة للرجال لعام 2013م. في عام 2014م سجل ويليام بن رقماً قياسياً للنقاط التي تم تسجيلها في البطولة الوطنية لكرة السلة.

## خريجون متميزون
- جوزيف بينافيديز، المصارعة لمدة عام، [5] فنان القتال المختلط الحالي لبطولة القتال النهائي [6]
- كيسي فين، لاعب دوري كرة القاعدة الرئيسي [7]
- جون م. هينز، الحاكم العاشر لولاية أيداهو في الفترة من 1913م إلى 1915م [8]
- دامون هاريسون، لاعب اتحاد كرة القدم الأميركي الحالي (ديترويت ليونز) [9][10]
- جيري كوتزلر، لاعب دوري كرة القاعدة الرئيسي [11]
- كلارنس إ. بيكيت، أحد صغار الكويكرز في القرن العشرين [12]
- تخرجت ليلي بيكهام بيكيت [13]، وهي شخصية أميركية كويكر من القرن العشرين، في عام 1908م [14]
- كيفن ريتز، لاعب دوري كرة القاعدة الرئيسي [15]
- أندي ستوكس
- روب تايلور، مجلس النواب في ولاية ايوا [16]
- إد توماس، مدرب كرة القدم [17]
- أنطونيو بيريز، مربي
- د. إلتون تروبلود، بعمل ضمن الكويكرز [18]
- هابيل تروخيو، المصارع الأمريكي لأربعة مرات؛ مقاتل محترف مختلط في فنون الدفاع عن النفس، يتنافس حاليًا باعتباره خفيف الوزن في بطولة القتال النهائي [19]
- ويلبر يونغ، لاعب كرة قدم مع رؤساء مدينة كانساس سيتي

## روابط خارجية
- الموقع الرسمي
- الموقع الرسمي للألعاب الرياضية